# البيموية

رمز ديانة البيمو

البيمويّة (الانجليزية: Bimoism؛ الصينية: 毕 摩 教؛ بينيين: Bìmójiào؛ اليى: ꀘꂾ) هي الديانة الأصلية لشعب اليى، الذي هو ثاني أكبر مجموعة عرقية في مقاطعة يوننان بعد الصينيين الهان. اشتق اسم الديانة من كلمة «بيمو» وهي تعني الكهنة الشامان الذين هم أيضًا أساتذة لغة اليى والكتب المقدسة للديانة، يتميّزون بارتدائهم للأردية السوداء والقبعات الكبيرة.

## البيمو
كلمة «بيمو»، والتي تعني «سيد الكتب المقدسة»، تشير إلى كاهن الشامان الذي يتولى مهام الولادات والجنازات وحفلات الزفاف والأعياد.
كمتخصص ديني، يقوم البيمو بأداء وتوجيه جميع أنواع الطقوس لإرضاء الآلهة والأجداد، وطرد الأشباح، واستدعاء الأرواح، وتهدئة الأرواح، وعلاج الأمراض. في معتقدات النوسو التقليدية، فإن مسار حياة الإنسان والثروة والفقر والسلام والصراع كلها نتيجة لتأثير الآلهة والأشباح والأجداد والأرواح.
البيمو هم الوسطاء بين البشر وهؤلاء الخارقين، ويمثلون نوابهم في احتفالاتهم وصلواتهم إلى الخوارق وحتى التحكم في وصول الناس إلى الصحة والثروة من خلال تدخل خارق للطبيعة. كما يقول مثل باللغة النوسو\اليى: «حيث تطير الكركية، تكون السماء صافية؛ حيث يصل البيمو، سيكون الناس محظوظين». كمثقفين قرويين، كان بيمو في السابق المجموعة الوحيدة المتعلمة في المناطق المتكلمة بلغة النوسو؛ حتى اليوم، هم الوحيدون الذين يمكنهم قراءة وفهم الكتب المقدسة التقليدية والوثائق القديمة، وتجميع الكتب المقدسة التاريخية، وكتابة نصوص جديدة تتعلق بالفلسفة، والأدب، والتاريخ، وعلم الفلك، والطب، والزراعة، والفنون والحرف، والطقوس، والدين، وأخلاق. هناك مثل يقول: «معرفة البيمو لا حدود لها.» وبذلك يعتبر البيمو أهم الناقلين للثقافة والمعرفة التقليدية.

### خلافة لقب البيمو
يتاح فقط للرجال إرث لقب البيمو وهناك طريقتين لوراثة لقب البيمو: الطريقة الأولى هي من خلال وراثته عن طريق النسب الأبوي، حيث يتم الحفاظ بذلك على «نقاء» عشيرة البيمو. والطريقة الثانية هي عبر خوض فترة التدريب في المهنة. البيمو غير الوراثي هم متدربون، يُطلق عليهم «ززيبي» في النوسو حيث انّ الكلمة مركبة من مقطعيّن «ززي» تعني «مختلط» و«نجس» و«بي» هي «بيمو». ويشير ذلك إلى أن البيمو المتدرب ليس نقي وليس أصلي. هناك طريقتان ليسمح لشخص بأن يكون بيمو مبتدئًا: قد يتم تحديد المسار من قبل المرء ذاته طواعية أو تحديده بواسطة العرافة. عندما يولد الابن، إذا كانت بوصلة الأبراج الدوارة لوالدته تشير حاليًا إلى الشرق أو الغرب، فهذا يشير إلى أنه يلتقي بروح البيمو وروح النسر الواقية من البيمو، وبالتالي فهو مؤهل ومرغوم بأن يصبح بيمو نفسه وإلا فإن روح البيمو ونسر البيمو قد يغضبان منه ويتسببا بالأمراض والكوارث. إذا أصبح بيمو، فإن الروح ستحميه وتضمن نجاحه في التعلم وأداء الاحتفالات. يرسل بعض الآباء ابنهم طواعية إلى عائلات البيمو للدراسة. لكن لأن البيمو غير الوراثي أو البيمو المتدرب يمكن أن يؤدي فقط احتفالات صغيرة الحجم ولديهم دخل محدود، ولأن البيمو المتدربيّن ليسوا محميين من قبل أسلافهم، بخلاف البيمو الوراثيين الذي يتمتع اسلافهم بقوى خارقة ويرثون الكتب المقدسة والاحتفالية والأدوات، فهم ليسوا موثوق بهم تمامًا؛ وبالتالي يمكنهم أداء احتفالات معينة فقط.

## السونى
يتم انتخاب كاهن أقل شهرة يعرف باسم سونى، لكن البيمو يحظى باحترام أكبر ويمكنه قراءة نصوص يي بينما لا يستطيع سونى ذلك. كلاهما يمكن أن يؤدي طقوسًا، لكن البيمو فقط هو من يمكنه أداء طقوس مرتبطة بالموت. بالنسبة لمعظم الحالات، يقوم السونى فقط ببعض عمليات طرد الأرواح الشريرة لعلاج الأمراض. بشكل عام، لا يمكن أن تكون سونى إلا من ولادة لعائلة متواضعة بينما يمكن أن تكون البيمو من عائلات أرستقراطية ومتواضعة.

## في ظل الحكومة الصينية
في الماضي اعتبرت الحكومة الصينية البيمو، أنهم مروّجين «لدين متخلف»، الا أنه حاضرًا بدأت الحكومة الصينية تتخذّهم كسفراء لثقافة اليي. فهم ينظمون طقوسًا واسعة النطاق في مهرجان الشعلة السنوي. منذ الثمانينيات، مع تخفيف القيود الدينية في الصين، خضعت البيموية لعملية تنشيط. في عام 1996، تم تأسيس مركز بيمو لأبحاث الثقافة. في أوائل عام 2010، ساعدت حكومة الصين في إحياء العقيدة البيموية من خلال بناء المعابد الكبيرة والمجمعات الاحتفالية.